# Bundesautobahn 5
La Bundesautobahn 5 (letteralmente "autostrada federale 5", abbreviato in A 5), conosciuta anche in parte in passato come HaFraBa è un'autostrada lunga 455 km della Germania.
Inizia in Assia dallo svincolo di Hattenbach della A 7, e termina a sud al confine con la Svizzera a Basilea attraversando lo svincolo che la collega alla A 3 (che porta in Austria) e la deviazione che all'altezza di Friburgo in Brisgovia collega la A 5 alla rete autostradale francese.

## Storia
L'autostrada A 5 è stata una delle prime autostrade costruite in Germania. Adolf Hitler pose la prima pietra del tratto tra Francoforte sul Meno e Darmstadt nel 1933. Era stata pianificata un'unica autostrada, avente il nome di HaFraBa, che collegasse Amburgo con Basilea passando per Francoforte sul Meno.
La sezione di cui sopra nel 1935 aprì al traffico, seconda solo all'odierna A 555.
Prima dello scoppio della seconda guerra mondiale tutto il tratto da Ettlingen a Bad Hersfeld era stato completato. Rimaneva da costruire l'intero tratto a sud.
Dopo la guerra il primo tratto ad aprire, nel 1955 fu quello tra Ettlingen a Bruchausen, nel 1956 l'autostrada arrivava a Baden-Baden e nel 1958 a Bühl.
Nel 1959 aprirono i tratti da Bühl ad Achern e da Müllheim a Neuenburg, nel 1960 aprì la tratta da Achern ad Offenburg, nel 1961 aprì la sezione tra Riegel e Friburgo.
Nel 1962 venne completata la tratta tra Offenburg e Riegel, seguita l'anno successivo dalla tratta tra Neuenburg e Weil am Rhein. Solo nel 1980, con l'apertura del tratto tra Weil e Basilea, venne completato il tratto meridionale del tracciato.
Nel frattempo, già dagli anni sessanta venne valutato un percorso alternativo tra Darmstadt ed Heidelberg. Tale percorso venne inaugurato nel 1968 ed il vecchio tracciato ora fa parte dell'autostrada A 67. Questa correzione al tracciato originale si nota bene, provenendo da Francoforte, una volta arrivati a Darmstadt l'autostrada A 5 diventa A 67 senza soluzione di continuità, mentre per procedere verso Heidelberg sulla A 5, bisogna cambiare autostrada.

## L'autostrada oggi
L'autostrada da Bad Hersfeld all'intersezione con la A 45 (Gambacher Kreuz) ha due corsie più emergenza per carreggiata salvo brevi sporadici tratti a tre corsie in direzione Nord.
Dal Gambacher Kreuz all'uscita di Friedberg ha tre corsie più emergenza per carreggiata.
Da Friedberg a Darmstadt l'autostrada ha ben quattro corsie per senso di marcia, dove la quarta corsia è dinamica tra Friedberg e l'interconnessione con la BAB 648 e reale con corsia di emergenza nel restante tratto.
Da Darmstadt a Basilea l'autostrada ritorna a due corsie più emergenza per carreggiata, salvo nel tratto tra l'intersezione con la A 6 (Kreuz Walldorf) e Baden Baden dove è a tre corsie più emergenza per senso di marcia.

## Lavori in corso
Su quest'autostrada è in corso l'ampliamento da due a tre corsie per carreggiata nel tratto tra Baden Baden ed Offenburg. Tale tratto, lungo 41 km, dovrebbe aprire nel 2013.

## Progetti futuri
Una serie di progetti sono stati approvati per quest'autostrada:
- Realizzazione della quarta corsia, nella zona di Francoforte sul Meno, tra Friedberg e l'intersezione con la BAB 66, in sostituzione alla quarta corsia dinamica già in esercizio;
- Realizzazione della sesta corsia, sempre nella zona di Francoforte, tra l'intersezione con la BAB 66 e l'intersezione con la BAB3. Tali lavori sono però molto impervi, sia per l'elevata densità abitativa, sia per l'alto numero di svincoli che si trovano nel tratto interessato.
- Realizzazione della terza corsia tra Darmstadt ed Heidelberg, anche se ne è stata decretata l'urgenza solo per il tratto meridionale.

## Percorso

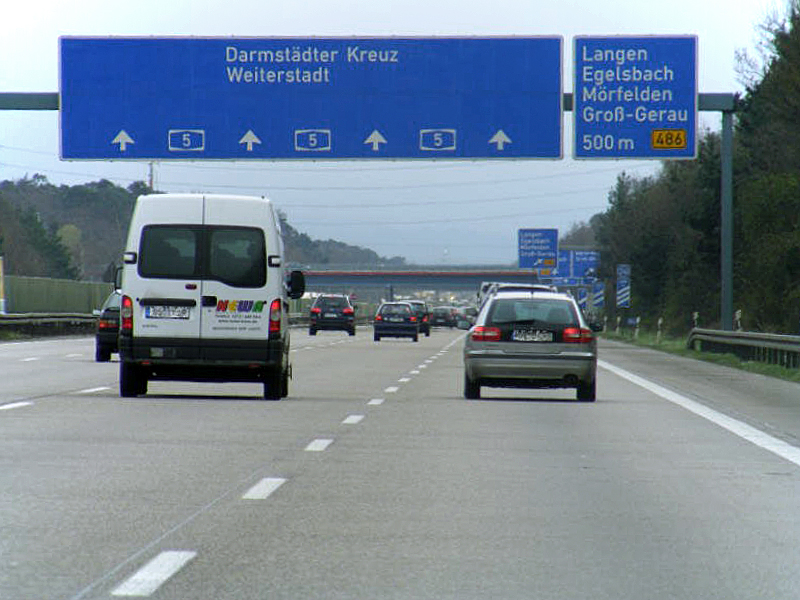
l'Autostrada A 5 nel tratto tra Francoforte sul Meno e Darmstadt

| BAB 05 |           |                                                                |       |                        |                |
| Tipo   | n° uscita | Indicazione                                                    | km    | Corrispondenze         | Strada europea |
|        | 1         | Hattenbacher Dreieck                                           | 372,2 |                        |                |
|        |           | Area di servizio "Rimberg"                                     | 373,7 |                        |                |
|        |           | Area di servizio "Berfa"                                       | 386,1 | Solo dir. Basel        |                |
|        | 2         | Alsfeld Ost                                                    | 391,6 |                        |                |
|        | 3         | Alsfeld West                                                   | 396,0 |                        |                |
|        |           | Area di servizio "Pfefferhöhe"                                 | 396,0 |                        |                |
|        | 6         | Homberg                                                        | 419,2 |                        |                |
|        | 7         | Grünberg                                                       | 424,1 |                        |                |
|        |           | Area di servizio "Reinhardshein"                               | 426,3 |                        |                |
|        | 8         | Reiskirchener Dreieck                                          | 431,7 |                        |                |
|        | 9         | Reiskirchen                                                    | 433,2 |                        |                |
|        | 10        | Fernwald                                                       | 439,5 |                        |                |
|        |           | Area di servizio "Limes"                                       | 442,7 | Solo dir. Basilea      |                |
|        | 11        | Gambacher Kreuz                                                | 448,3 |                        |                |
|        | 12        | Butzbach                                                       | 453,4 |                        |                |
|        | 13        | Bad Nauheim                                                    | 456,8 |                        |                |
|        | 14        | Ober - Mörlen                                                  | 459,6 |                        |                |
|        |           | Area di servizio "Wetterau"                                    | 462,4 |                        |                |
|        | 16        | Friedberg                                                      | 470,6 |                        |                |
|        | 17        | Bad Homburger Kreuz                                            | 480,8 |                        |                |
|        |           | Area di servizio "Taunusblick"                                 | 487,0 | Solo dir. Basel        |                |
|        | 18        | Nordwestkreuz Frankfurt                                        | 489,3 |                        |                |
|        | 19        | Westkreuz Frankfurt                                            | 491,6 |                        |                |
|        | 19b       | Frankfurt Neufeld                                              | 492,0 |                        |                |
|        | 19c       | Frankfurt Rebstock                                             | 492,3 |                        |                |
|        | 20        | Frankfurt Westhafen                                            | 494,6 |                        |                |
|        | 21        | Frankfurt Niederrad                                            | 495,0 |                        |                |
|        | 22        | Frankfurt Flughafen Nord                                       | 498,5 |                        |                |
|        | 22b       | Frankfurter Kreuz                                              | 499,1 |                        |                |
|        | 23        | Zeppelinheim                                                   | 501,2 |                        |                |
|        | 24        | Langen - Mörfelden                                             | 507,0 |                        |                |
|        |           | Area di servizio "Grafenhausen"                                | 511,0 |                        |                |
|        | 25        | Weiterstadt                                                    | 516,5 |                        |                |
|        | 26        | Dreieck Darmstadt                                              | 519,6 |                        |                |
|        | 26b       | Darmstadter Kreuz                                              | 521,0 |                        |                |
|        | 27        | Darmstadt - Eberstadt                                          | 527,4 |                        |                |
|        | 28        | Seecheim - Jugenheim                                           | 531,6 |                        |                |
|        |           | Area di servizio "Alsbach"                                     | 535,2 | Solo dir. Basel        |                |
|        | 29        | Zwingenberg                                                    | 537,9 |                        |                |
|        |           | Area di servizio "Bergstrasse"                                 | 541,5 | Solo dir. Bad Hersfeld |                |
|        | 30        | Bensheim                                                       | 543,6 |                        |                |
|        | 31        | Heppenheim                                                     | 546,6 |                        |                |
|        | 32        | Hemsbach                                                       | 554,7 |                        |                |
|        | 33        | Kreuz Weinheim                                                 | 559,8 |                        |                |
|        | 34        | Hirschberg                                                     | 564,3 |                        |                |
|        | 35        | Ladenburg                                                      | 567,8 |                        |                |
|        | 36        | Dossenheim                                                     | 571,1 |                        |                |
|        | 37        | Kreuz Heidelberg                                               | 574,6 |                        |                |
|        | 38        | Heidelberg - Schwetzingen                                      | 580,1 |                        |                |
|        |           | Area di servizio "Hardtwald"                                   | 582,0 |                        |                |
|        | 39        | Walldorf - Wieslock                                            | 587,6 |                        |                |
|        | 40        | Kreuz Walldorf                                                 | 590,1 |                        |                |
|        | 41        | Kronau                                                         | 596,4 |                        |                |
|        |           | Area di servizio "Bruchsal"                                    | 604,2 |                        |                |
|        | 42        | Bruchsal                                                       | 605,8 |                        |                |
|        | 43        | Karlsruhe Nord                                                 | 622,2 |                        |                |
|        | 44        | Karlsruhe Durlach                                              | 624,2 |                        |                |
|        | 45        | Karlsruhe Mitte                                                | 625,9 |                        |                |
|        | 46        | Dreieck Karlsruhe                                              | 627,8 |                        |                |
|        | 47        | Ettlingen                                                      | 630,4 |                        |                |
|        | 48        | Karlsruhe Süd                                                  | 632,2 |                        |                |
|        | 49        | Rastatt Nord                                                   | 647,5 |                        |                |
|        | 50        | Rastatt Süd                                                    | 652,8 |                        |                |
|        |           | Area di servizio "Baden - Baden"                               | 655,2 |                        |                |
|        | 51        | Baden - Baden                                                  | 657,8 |                        |                |
|        |           | Area di servizio "Bühl"                                        | 663,0 | Solo dir. Bad Hersfeld |                |
|        | 52        | Bühl                                                           | 666,6 |                        |                |
|        | 53        | Achern                                                         | 677,1 |                        |                |
|        |           | Area di servizio "Renchtal"                                    | 687,6 |                        |                |
|        | 54        | Appenweier                                                     | 691,2 |                        |                |
|        | 55        | Offenburg                                                      | 698,8 |                        |                |
|        | 56        | Lahr                                                           | 714,2 |                        |                |
|        |           | Area di servizio "Mahlberg"                                    | 720,0 |                        |                |
|        | 57a       | Ettenheim                                                      | 723,5 |                        |                |
|        | 57b       | Rust                                                           | 726,8 |                        |                |
|        | 58        | Herbolzheim                                                    | 729,5 |                        |                |
|        | 59        | Riegel                                                         | 737,8 |                        |                |
|        | 60        | Teningen                                                       | 742,8 |                        |                |
|        | 61        | Freiburg Nord                                                  | 749,0 |                        |                |
|        |           | Area di servizio "Schauinsland"                                | 750,4 | Solo dir. Basel        |                |
|        | 62        | Freiburg Mitte                                                 | 754,1 |                        |                |
|        | 63        | Freiburg Süd                                                   | 760,2 |                        |                |
|        |           | Area di servizio "Breisgau"                                    | 761,7 |                        |                |
|        | 64a       | Bad Krozingen                                                  | 766,3 |                        |                |
|        | 64b       | Hartheim - Heitersheim                                         | 774,2 |                        |                |
|        | 65        | Müllheim - Neuenburg                                           | 785,1 |                        |                |
|        | 66        | Dreieck Neuenburg                                              | 789,7 |                        |                |
|        |           | Area di servizio "Bad Bellingen"                               | 794,1 | Solo dir. Basel        |                |
|        | 67        | Efringen - Kirchen                                             | 801,5 |                        |                |
|        | 68        | Dreieck Weil                                                   | 809,9 |                        |                |
|        | 69        | Weil - Hüningen                                                | 812,2 |                        |                |
|        |           | Area di servizio "Weil"                                        | 812,8 | Solo dir. Bad Hersfeld |                |
|        | 70        | Confine di Stato Tedesco-Elvetico - Zurigo - Bern - Gotthard I | 814,1 |                        |                |

## Curiosità
Fino al 1985 il tratto tra Bad Hersfeld e l'intersezione con la A 480, presso Reiskirchen, faceva parte dell'autostrada A 48. Infatti secondo i piani precedenti a tale anno l'autostrada A 5 avrebbe dovuto proseguire da Reiskirchen verso Brema. Tali piani vennero abbandonati e l'autostrada tra Bad Hersfeld e Reisckirchen entrò a far parte della A 5.